# Łukasz Parobiec
Łukasz Parobiec (ur. 7 maja 1980 w Nowogardzie) – polski zawodnik MMA, kick-bokser oraz bokser walczący na gołe pięści. Międzynarodowy mistrz federacji ISKA na zasadach K-1 w wadze super ciężkiej z 2015 roku. Walczył także dla takich organizacji jak m.in. BAMMA, ACB, KSW, Brave CF, Wotore czy Gromda.

## Życiorys
Urodził się w Nowogardzie, jednak w wieku 3 lat przeprowadził się z rodziną do Stargardu Szczecińskiego, w którym dorastał i w którym mieszkał do 25 roku życia. Od małego wraz z dwoma braćmi interesował się walkami wrestlingu. Pierwszy raz do czynienia ze sportem miał w wieku 13 lat, kiedy zaczął trenowanie biegania i kontynuował uprawianie tego sportu do 20 roku życia, sięgając po mistrzostwo Polski w tej dziedzinie. Sporty walki trenował u swojego przyjaciela Tomasza Stasiaka w klubie Berserker’s Team Poland zaczynając od zapasów, a następnie brazylijskiego jiu-jitsu. Przez problemy z prawem, wraz z żoną i dwoma synami, na stałe przeprowadził się do Consett obok Newcastle w Anglii. Po przeprowadzce za granicę zaczął chodzić na siłownię, gdzie poznał Iana Freemana, który zaprosił go do trenowania w klubie Masack Gym. Dzięki treningom pod jego okiem przygotowywał się na swoją pierwszą walkę w formule MMA. Poza sportem pracuje w fabryce papieru toaletowego. W styczniu 2024 roku otworzył własny klub z siłownią Goat Gym w Proszowicach.

## Kariera MMA

### Wczesna kariera i walki na terenie Wielkiej Brytanii
W zawodowym MMA zadebiutował 20 października 2007 roku. Po trzech pierwszych przegranych walkach przez poddania w pierwszych rundach wygrał dziewięć kolejnych z rzędu, w tym wszystkie przed czasem.
29 listopada 2014 podczas gali M4TC 15: Bad Blood przegrał przez poddanie po dwóch minutach z byłym zawodnikiem federacji UFC, Anglikiem – Philem De Friesem.

### BAMMA, niedoszły debiut dla Bellator MMA i ACB
21 lutego 2015 podczas gali Warrior Fight Series 2 zdobył pas mistrza federacji Warrior Fight Series w wadze ciężkiej, pokonując przez TKO w pierwszej rundzie Mike’a Neuna.
Następnie związał się z brytyjską federacją BAMMA, dla której to debiut odbył w Dublinie 19 września 2015 podczas gali BAMMA 22. Na tym wydarzeniu Parobiec pokonał Johnny’ego Dargana, ponownie poprzez ciosy w pierwszej rundzie.
Oczekiwano, że 19 maja 2017 Parobiec zadebiutuje dla amerykańskiej organizacji Bellator MMA, przeciwko reprezentantowi RPA, Neilowi Grove’owi podczas gali Bellator 170. Ostatecznie pojedynek został anulowany. Niecałe 5 lat później Parobiec w wywiadzie ujawnił, że nie zawalczył dla Bellatora przez wypadek samochodowy w wyniku czego zerwał sobie ramię.
Drugą walkę dla nowego pracodawcy stoczył 14 maja 2016 podczas gali BAMMA 25. Pojedynek Parobca z Tomem Aspinallem zakończył się w drugiej odsłonie dyskwalifikacją Anglika, przez wyprowadzenie nielegalnego łokcia w stronę „Punishera” (tzw. Łokieć 12-6).
18 lutego 2017 stoczył jednorazowy pojedynek dla rosyjskiej federacji Absolute Championship Berkut podczas ACB 53: Young Eagles 15. Walkę przegrał z Karolem Celińskim w trzeciej rundzie przez TKO.
Ostatnią walkę dla BAMMA stoczył 28 czerwca 2018 na gali BAMMA Fight Night London: McKee Vs. Brazier. Po trzech pełnych rundach zremisował większościową decyzją pojedynek z Chi Lewisem-Parrym. Do rewanżu zawodników doszło 2 marca 2019 podczas gali Rise of Champions 7. Starcie ponownie zakończyło się werdyktem remisowym, jednak tym razem jednogłośnym. W stawce pojedynku był pas mistrzowski Rise of Champions w wadze ciężkiej, który w wyniku zaistniałej sytuacji nie został nikomu przyznany.

### KSW i dalsze walki
6 października 2018 skrzyżował rękawice z byłym zawodnikiem Ultimate Fighting Championship, Wagnerem Prado. Parobiec na dzień przed galą KSW 45: The Return to Wembley zastąpił Szweda, Maxa Nunesa. Pojedynek w Londynie skończył się już po 41 sekundach przez brutalny nokaut, który zwyciężył Brazylijczyk, trafiając mocnym prawym sierpowym Parobca. Był to jednorazowy występ Parobca do federacji KSW.
8 czerwca 2019 w Manchesterze podczas World Combat Fighting Championship 2 zwyciężył przez nokaut w zaledwie 36 sekund z Łukaszem Kulpą.
Na gali Brave CF 30, która odbyła się 23 listopada 2019 przegrał przez techniczny nokaut w drugiej rundzie z Kanadyjczykiem, Toddem Stoutem.

## Kariera w kick-boxingu
W 2015 roku dostał szansę walki o międzynarodowy pas mistrzowski federacji ISKA w wadze super ciężkiej. Zastąpił wówczas kontuzjowanego Arnolda Obrotova w pojedynku z Łukaszem Krupadziorowem. 16 maja zdobył tytuł nokautując Krupadziorowa już w 21 sekundzie pojedynku.
11 grudnia 2016 roku w Dublinie na gali Cage Ring Championship 3 zawalczył o pas mistrzowski CRC w wadze ciężkiej. Na pełnym dystansie pokonał wówczas Daraghena Kennedy'ego, zdobywając tym samym tytuł federacji.

## Kariera w walkach na gołe pięści

### Boks na gołe pięści
6 lipca 2019 stoczył swój pierwszy pojedynek na gołe pięści. Podczas wydarzenia Ultimate Bare Knuckle Boxing przegrał z Brytyjczykiem, Leem McGarym w pierwszej rundzie. Stawką pojedynku był tzw. Eliminator do walki o mistrzowski pas UBKB w wadze ciężkiej.
28 sierpnia 2020 wystąpił w turnieju na gali Gromda 2. Podczas walki ćwierćfinałowej pokonał przez techniczny nokaut w piątej rundzie Miłosza „Alego” Wodeckiego. Zaś w półfinale przegrał z Dawidem „Maximusem” Żółtaszkiem, poddając walkę w trzeciej rundzie i odpadając z tego turnieju.
26 lutego 2021 na gali Gromda 4: Miasto Grzechu stoczył swój czwarty pojedynek w tej formule walki. Rywalem Parobca był ponad 2-metrowy olbrzym ważący 140 kg – Bartłomiej „Kruszyna” Bielas. Walkę zwyciężył „Kruszyna” przez poddanie się „Punishera” w czwartej rundzie.
7 maja 2021 podczas wydarzenia Gromda 5 po raz kolejny wszedł do ringu. Przeciwnikiem „Goata” został inny ponad 2-metrowy kolos – Karol „King Kong" Grzesiuk. Pojedynek zakończył się w pierwszej rundzie przez TKO na korzyść Parobca, który w wymianie ciosów z oponentem trafił go precyzyjnym lewym prostym, po czym rywal padł na matę i nie zdążył wstać na nogi przed końcem liczenia.
17 września 2021 na gali Gromda 6 zrewanżował się Bartłomiejowi „Kruszynie” Bielasie, wygrywając z nim przez TKO w trzeciej odsłonie, po urazie ręki „Kruszyny”.
18 marca 2022 podczas gali Gromda 8 przystąpił po raz drugi do turnieju drabinkowego. W pierwszej ćwierćfinałowej walce wygrał przez TKO w pierwszej rundzie z Tobiaszem „Bombiaszem" Adriańczykiem. Następną półfinałową walkę wygrał z Adamem „Ziomkiem" Ziomkiem ponownie przez TKO, po ponad 20 minutowej batalii rundy piątej. Ostatecznie w finale zmierzył się z Danielem „Hunterem” Więcławskim, którego znokautował lewym prostym w ostatniej odsłonie, dzięki czemu zwyciężył drugą część turnieju nr IV. Po wygranej walce do ringu został zaproszony przyszły rywal Parobca, Mariusz „Mario” Kruczek. Obaj zawodnicy Gromdy wystąpili na kolejnej edycji w terminie 10 czerwca 2022. Walkę oraz wielki finał turnieju nr IV na Gromdzie 9 ze stawką pieniężną wynoszącą 100 tys. zł zwyciężył przez TKO w trzeciej rundzie „Goat”.
2 grudnia 2022 w głównej walce wieczoru gali Gromda 11 zawalczył z międzynarodowym mistrzem Gromdy, Bartłomiejem „Balboą” Domalikiem. Walka zakończyła się zwycięstwem „Balboy” przez poddanie się „Goata” (po nokdaunie) w ostatniej, nielimitowanej czasowo odsłonie. Wyłonienie zwycięzcy starcia „Balboa” kontra „Goat” było przepustką do przyszłej walki finałowej z Mateuszem „Don Diego" Kubiszynem, w której w stawce będzie pas pełnoprawnego mistrza Gromdy
26 maja 2023 na gali Gromda 13 powrócił na tor zwycięstw, pokonując przez nokaut po minucie walki reprezentanta Francji znanego z federacji King of the Streets, Valentina „French Vikinga” Vauthiersa.
9 września 2023 podczas Gromda 14: Prawo ulicy po raz trzynasty zawalczył w ringu na gołe pięści. Jego rywalem był mistrz dwóch różnych kategorii wagowych w walkach na gołe pięści, Brytyjczyk – Luke Atkin. Pojedynek, który był walką wieczoru tej gali zwyciężył przez techniczny nokaut w rundzie pierwszej.
1 grudnia 2023 w walce wieczoru gali Gromda 15: Podziemny krąg zawalczył o pas Gromdy z aktualnym mistrzem, Mateuszem „Don Diego” Kubiszynem. Walka zakończyła się porażką Parobca w drugiej rundzie przez poddanie narożnika.
6 września 2024 na wydarzeniu Gromda 18: Królowie ulicy stoczył walkę z Marcinem Wasilewskim. Zwyciężył przez nokaut w czwartej rundzie, notując dziesiąte zwycięstwo w organizacji Gromda.

### MMA na gołe pięści[49]
18 stycznia 2020 stoczył pojedynek SuperFight z Kamilem Mękalem na pierwszej w Polsce gali na gołe pięści Wotore. Walkę zwyciężył poprzez dwukrotne wyrzucenie rywala z areny.
23 maja 2020 miał stoczyć pojedynek na drugiej gali Wotore (Wotore 2) przeciwko Damianowi Majewskiemu, jednak ostatecznie wypadł z tego starcia.

## Osiągnięcia

### Kick-boxing
- 2014: Mistrz MMATC w wadze ciężkiej[53].
- 2015: Finalista turnieju DUEL w wadze super ciężkiej (zasady K-1)[54].
- 2015: Mistrz ISKA w wadze super ciężkiej (+100 kg / + 220 funtów) (zasady K-1).
- 2016: Mistrz CRC w wadze ciężkiej (zasady K-1).
- 2024: Czarny pas 2 dan[55].

### Mieszane sztuki walki
- 2015: Mistrz WFS w wadze ciężkiej (-120 kg / -225 funtów).

### Boks na gołe pięści
- 2020: Półfinalista drugiej części turnieju Gromda nr I.
- 2022: Zwycięzca drugiej części turnieju Gromda nr IV.
- 2022: Zwycięzca wielkiego finału turnieju Gromda nr IV.

## Lista walk w MMA

### Zawodowe
| Wynik     | Bilans  | Przeciwnik (bilans przed walką) | Rozstrzygnięcie                                  | Runda | Czas | Rozgrywki                                           | Data       | Miejsce       | Uwagi                                                                                 |
| --------- | ------- | ------------------------------- | ------------------------------------------------ | ----- | ---- | --------------------------------------------------- | ---------- | ------------- | ------------------------------------------------------------------------------------- |
| Przegrana | 13-10-2 | Todd Stoute (9-5)               | TKO (ciosy pięściami)                            | 2     | 1:56 | Brave CF 30                                         | 23.11.2019 | Hajdarabad    |                                                                                       |
| Wygrana   | 13-9-2  | Łukasz Kulpa (0-0)              | KO (cios pięścią)                                | 1     | 0:36 | World Combat Fighting Championship 2                | 08.06.2019 | Manchester    |                                                                                       |
| Remis     | 12-9-2  | Chi Lewis-Parry (7-0-1)         | Remis (jednogłośny)                              | 3     | 5:00 | Rise of Champions 7                                 | 02.03.2019 | Brentwood     | Walka o pas mistrzowski ROC w wadze ciężkiej. Mistrz nie został wyłoniony. Main Event |
| Przegrana | 12-9-1  | Marthin Nielsen (4-0)           | Decyzja (jednogłośna)                            | 3     | 5:00 | Cage Warriors – Academy Denmark 2                   | 15.12.2018 | Frederikshavn | Walka w wadze półciężkiej. Co-Main Event                                              |
| Przegrana | 12-8-1  | Wagner Prado (14-3)             | KO (prawy sierpowy)                              | 1     | 0:41 | KSW 45: The Return to Wembley                       | 06.10.2018 | Londyn        |                                                                                       |
| Remis     | 12-7-1  | Chi Lewis-Parry (6-0)           | Remis (większościowy)                            | 3     | 5:00 | BAMMA 36: McKee vs. Brazier                         | 28.06.2018 | Londyn        |                                                                                       |
| Przegrana | 12-7    | Mauro Cerilli (9-2)             | Decyzja (jednogłośna)                            | 3     | 5:00 | Magnum FC 2 – Magnum Fighting Championship 2        | 22.07.2017 | Rzym          | Co-Main Event.                                                                        |
| Przegrana | 12-6    | Karol Celiński (12-6-1)         | TKO (ciosy pięściami)                            | 3     | 4:06 | ACB 53: Young Eagles 15                             | 18.02.2017 | Olsztyn       | Walka w wadze półciężkiej.                                                            |
| Wygrana   | 12-5    | Tom Aspinall (4-1)              | Dyskwalifikacja (niedozwolony łokieć w parterze) | 2     | 3:33 | BAMMA 25: Champion vs. Champion                     | 14.05.2016 | Birmingham    |                                                                                       |
| Przegrana | 11-5    | Anatoli Ciumac (4-8-1)          | Decyzja (jednogłośna)                            | 3     | 5:00 | RXF 21 – MMA All Stars 2                            | 14.12.2015 | Bukareszt     |                                                                                       |
| Wygrana   | 11-4    | Johnny Dargan (1-2)             | TKO (ciosy pięściami)                            | 1     | 3:27 | BAMMA 22: Duquesnoy vs. Loughnane                   | 19.09.2015 | Dublin        |                                                                                       |
| Wygrana   | 10-4    | Mike Neun (5-3)                 | TKO (ciosy pięściami)                            | 1     | 1:24 | WFS – Warrior Fight Series 2                        | 21.02.2015 | Swanley       | Zdobył pas mistrzowski WFS w wadze ciężkiej. Main Event                               |
| Przegrana | 9-4     | Phil De Fries (10-4)            | Poddanie (duszenie zza pleców)                   | 1     | 2:03 | M4tC 15 – Bad Blood                                 | 29.11.2014 | Sunderland    |                                                                                       |
| Wygrana   | 9-3     | Sam Schilder (0-0)              | TKO (kolano)                                     | 1     | 2:15 | Pitbull Fighting Championship 1 – Battle Of Britain | 30.08.2014 | Blackpool     | Co-Main Event.                                                                        |
| Wygrana   | 8-3     | Erdem Ciftci (0-0)              | TKO (ciosy pięściami)                            | 2     | 1:01 | Senshi MMA – The Warrior Spirit                     | 07.06.2014 | South Shields |                                                                                       |
| Wygrana   | 7-3     | Callum Cook (5-0)               | Poddanie (duszenie trójkątne)                    | 2     | 2:16 | MMA Total Combat 57                                 | 15.02.2014 | Spennymoor    |                                                                                       |
| Wygrana   | 6-3     | Jason Tyldesley (0-4)           | Poddanie (uderzenia)                             | 1     | 0:53 | Alpha Male Fighting Championships 3                 | 09.11.2013 | Scarborough   |                                                                                       |
| Wygrana   | 5-3     | Wayne Fairless (0-1)            | TKO (ciosy pięściami)                            | 1     | 0:33 | MMA Total Combat 55                                 | 21.09.2013 | Spennymoor    |                                                                                       |
| Wygrana   | 4-3     | Kristan Bircher (0-0)           | KO (cios pięścią)                                | 1     | 0:37 | MMA Total Combat 52                                 | 23.02.2013 | Spennymoor    |                                                                                       |
| Wygrana   | 3-3     | Scott Forster (0-0)             | TKO (ciosy pięściami)                            | 1     | 1:18 | MMA Total Combat 50                                 | 06.10.2012 | Sunderland    |                                                                                       |
| Wygrana   | 2-3     | Simon Lee (0-0)                 | TKO (ciosy pięściami)                            | 1     | 2:42 | Supremacy Fight Challenge 5                         | 26.02.2012 | Gateshead     |                                                                                       |
| Wygrana   | 1-3     | Neil Robbins (0-0)              | Poddanie (dźwignia na staw kolanowy)             | 2     | 2:20 | Total Combat 33                                     | 06.02.2010 | Sunderland    |                                                                                       |
| Przegrana | 0-3     | Steve Watson (0-0)              | Poddanie (dźwignia na staw łokciowy)             | 1     | 1:19 | Total Combat 32                                     | 21.11.2009 | Sunderland    |                                                                                       |
| Przegrana | 0-2     | Andrew Punshon (4-3)            | Poddanie (dźwignia na staw łokciowy)             | 1     | 2:44 | Total Combat 29                                     | 16.05.2009 | Sunderland    |                                                                                       |
| Przegrana | 0-1     | Cliff Moore (0-0)               | Poddanie (duszenie zza pleców)                   | 1     | 3:19 | UF 7 – 2 Tuf 2 Tap                                  | 20.10.2007 | ?             |                                                                                       |

### Amatorskie
| Wynik     | Bilans | Przeciwnik    | Rozstrzygnięcie          | Runda | Czas | Rozgrywki           | Data       | Miejsce    | Uwagi |
| --------- | ------ | ------------- | ------------------------ | ----- | ---- | ------------------- | ---------- | ---------- | ----- |
| Przegrana | 1-1    | Horace Price  | Decyzja (niejednogłośna) | 2     | 5:00 | Total Combat 28     | 21.02.2009 | Sunderland |       |
| Wygrana   | 1-0    | Stuart Austin | TKO (ciosy pięściami)    | 1     | 2:30 | Strike and Submit 4 | 28.10.2007 | Gateshead  |       |

## Lista zawodowych walk w kick-boxingu
| Wynik     | Bilans | Przeciwnik          | Rozstrzygnięcie                   | Runda | Czas | Rozgrywki                                      | Data       | Miejsce             | Uwagi                                                                           |
| --------- | ------ | ------------------- | --------------------------------- | ----- | ---- | ---------------------------------------------- | ---------- | ------------------- | ------------------------------------------------------------------------------- |
| Wygrana   | 7-1    | Thomas Denham       | KO (kopnięcie kolanem na wątrobę) | 2     | ?    | Duel Fight Sports                              | 17.12.2017 | Newcastle upon Tyne | [ 56 ]                                                                          |
| Wygrana   | 6-1    | Daragh Kennedy      | Decyzja (jednogłośnie)            | 3     | 3:00 | CRC 3                                          | 11.12.2016 | Dublin              | Zdobył pas CRC (zasady K-1) w wadze ciężkiej.                                   |
| Wygrana   | 5-1    | Darren Moffitt      | TKO (kolano)                      | 2     | ?    | Duel 6                                         | 09.04.2016 | Newcastle upon Tyne |                                                                                 |
| Wygrana   | 4-1    | James Cannon        | Decyzja                           | 3     | 3:00 | Duel 5                                         | 27.09.2015 | Newcastle upon Tyne |                                                                                 |
| Wygrana   | 3-1    | Łukasz Krupadziorow | KO                                | 1     | 0:21 | Super Fight Series: Episode I Cosmic Collision | 16.05.2015 | Londyn              | Zdobył międzynarodowy pas ISKA (zasady K-1) w wadze super ciężkiej.             |
| Przegrana | 2-1    | Paul Venis          | KO                                | 1     | ?    | Duel 4: KUMITE, Final                          | 21.03.2015 | Newcastle upon Tyne | Walka o pas mistrzowski DUEL (zasady K-1) w wadze super ciężkiej.               |
| Wygrana   | 2-0    | Darren Moffitt      | TKO                               | 2     | ?    | Duel 4: KUMITE, Semi Finals                    | 21.03.2015 | Newcastle upon Tyne |                                                                                 |
| Wygrana   | 1-0    | Michael Holmes      | TKO (kopnięcia na wątrobe)        | 1     | ?    | MMA Total Combat 58                            | 10.05.2014 | Spennymoor          | Zdobył pas mistrzowski MMA Total Combat. Walka w rękawicach do MMA. Main Event. |

## Lista walk na gołe pięści

### Boks na gołe pięści
| Wynik     | Bilans | Przeciwnik (bilans przed walką) | Rozstrzygnięcie                                                   | Runda | Czas  | Rozgrywki                       | Data       | Miejsce    | Uwagi                                                                 |
| --------- | ------ | ------------------------------- | ----------------------------------------------------------------- | ----- | ----- | ------------------------------- | ---------- | ---------- | --------------------------------------------------------------------- |
| Wygrana   | 10-5   | Marcin Wasilewski (3-1)         | KO (ciosy pięściami)                                              | 4     | 1:50  | Gromda 18: Królowie ulicy       | 06.09.2024 | Pionki     |                                                                       |
| Przegrana | 9-5    | Mateusz Kubiszyn (7-0)          | RTD (poddanie przez narożnik – wrzucenie ręcznika do ringu)       | 2     | 0:22  | Gromda 15: Podziemny krąg       | 01.12.2023 | Pionki     | Walka o pas mistrzowski Gromda. Main Event                            |
| Wygrana   | 9-4    | Luke Atkin (11-3)               | TKO (ciosy pięściami)                                             | 1     | 1:15  | Gromda 14: Prawo ulicy          | 08.09.2023 | Pionki     | Superfight                                                            |
| Wygrana   | 8-4    | Valentin Vauthiers (2-1)        | KO (lewy sierpowy)                                                | 1     | 1:14  | Gromda 13: Don Diego vs. Balboa | 26.05.2023 | Pionki     | Superfight                                                            |
| Przegrana | 7-4    | Bartłomiej Domalik (5-0)        | RTD (niezdolność do kontynuowania walki po nokdaunie)             | 5     | 1:21  | Gromda 11: Balboa vs. Goat      | 02.12.2022 | Pionki     | Walka półfinałowa o pas mistrzowski Gromdy – druga część. Main Event. |
| Wygrana   | 7-3    | Mariusz Kruczek (2-2)           | TKO (niezdolność do kontynuowania walki po krótkim lewym prostym) | 3     | 1:39  | Gromda 9: Balboa vs. Godbeer    | 10.06.2022 | Pionki     | Wygrał wielki finał turnieju nr (IV). Co-Main Event.                  |
| Wygrana   | 6-3    | Daniel Więcławski (3-3)         | KO (lewy prosty)                                                  | 5     | 4:57  | Gromda 8                        | 18.03.2022 | Pionki     | Turniej Gromda nr (IV) – druga część – finał.                         |
| Wygrana   | 5-3    | Adam Ziomek (1-0)               | TKO (niezdolność do kontynuowania walki po ciosach                | 5     | 22:36 | Gromda 8                        | 18.03.2022 | Pionki     | Turniej Gromda nr (IV) – druga część – półfinały.                     |
| Wygrana   | 4-3    | Tobiasz Adriańczyk (0-0)        | TKO (niezdolność do kontynuowania walki po ciosie podbródkowym)   | 1     | 1:18  | Gromda 8                        | 18.03.2022 | Pionki     | Turniej Gromda nr (IV) – druga część – ćwierćfinały.                  |
| Wygrana   | 3-3    | Bartłomiej Bielas (1-0)         | TKO (niezdolność do kontynuowania walki – kontuzja ręki)          | 3     | 1:30  | Gromda 6: Zadyma vs. Vasyl      | 17.09.2021 | Pionki     | Superfight                                                            |
| Wygrana   | 2-3    | Karol Grzesiuk (0-0)            | TKO (niezdolność do kontynuowania walki po lewym prostym)         | 1     | 1:17  | Gromda 5                        | 07.05.2021 | Pionki     | Superfight                                                            |
| Przegrana | 1-3    | Bartłomiej Bielas (0-0)         | RTD (poddanie walki)                                              | 4     | 1:25  | Gromda 4: Miasto Grzechu        | 26.02.2021 | Pionki     | Superfight                                                            |
| Przegrana | 1-2    | Dawid Żółtaszek (1-0)           | RTD (poddanie walki)                                              | 3     | 0:44  | Gromda 2                        | 28.08.2020 | Warszawa   | Turniej Gromda nr (I) – druga część – półfinały.                      |
| Wygrana   | 1-1    | Miłosz Wodecki (0-0)            | TKO (ciosy pięściami)                                             | 5     | 0:45  | Gromda 2                        | 28.08.2020 | Warszawa   | Turniej Gromda nr (I) – druga część – ćwierćfinały.                   |
| Przegrana | 0-1    | Lee McGary (0-0)                | KO (cios pięścią)                                                 | 1     | 0:46  | Ultimate Bare Knuckle Boxing    | 06.07.2019 | Manchester | Eliminator do tytułu mistrzowskiego w kategorii ciężkiej UBKB.        |

Legenda: TKO – techniczny nokaut, KO – nokaut, DISQ – dyskwalifikacja, RTD – poddanie narożnika, WO – walkower (z różnych powodów np. nieprzystąpienie do walki z powodu kontuzji)

### MMA na gołe pięści
| Wynik   | Bilans | Przeciwnik (bilans przed walką) | Rozstrzygnięcie                     | Runda             | Czas | Rozgrywki | Data       | Miejsce  | Uwagi                                                                          |
| ------- | ------ | ------------------------------- | ----------------------------------- | ----------------- | ---- | --------- | ---------- | -------- | ------------------------------------------------------------------------------ |
| Wygrana | 1-0    | Kamil Mękal (0-0)               | Dwukrotne wyrzucenie rywala z areny | 1 (nielimitowana) | 1:34 | Wotore 1  | 18.01.2020 | Katowice | Superfight. Walka z regułami niestandardowymi wprowadzonymi przez organizację. |